# Franceschi (cognome)
Franceschi è un cognome di lingua italiana originario della regione di Campania

## Varianti
Accicco, Ceccarelli, Cecchi, Cesca, Cescato, Cescatti, Ceschel, Ceschelli, Ceschi, Ceschin, Ceschina, Ceschini, Cesco, Cescon, Cesconi, Cescot, Cescotti, Cescut, Cescutti, Checchi, Chin, China, Chinacci, Chinaglia, Chinellato, Chinelli, Chinello, Chineta, Chinetta, Chinetti, Chini, Chinini, Chino, Cicco, Colli Franzone, D'Accico, Daccico, De Franceschi, De' Franceschi, De Francesco, De Francisci, De Francisco, Di Francesco, Di Francia, Franceri, Francesca, Francescato, Francescatti, Franceschelli, Franceschetti, Franceschetto, Franceschin, Franceschinel, Franceschini, Francesco, Francescon, Francesconi, Francescotti, Francese, Francesetti, Francesi, Franci, Francia, Franciarini, Francica, Francieri, Francini, Francioli, Franciolini, Francione, Francioni, Franciosa, Franciosi, Francisci, François, Franz, Franza, Franzan, Franzani, Franzante, Franzaroli, Franzelli, Franzellini, Franzese, Franzetti, Franzi, Franzin, Franzini, Franzino, Franzò, Franzoi, Franzon, Franzone, Franzoni, Franzosa, Franzosi, Franzoso, Franzuti, Franzutti, Fraschi, Fraschini, Freschi, Freschini, Frescobaldi, Scatti, Scattini, Scatton, Schetti, Schettini, Scotti.

## Origine e diffusione
Il cognome è tipicamente panitaliano.
Potrebbe derivare dal prenome Francesco, a sua volta legato alla Francia; è quindi affine al cognome Franco.
Le varianti Fraschi, Fraschini, Freschi e Freschini sono centro-settentrionali; De Francesco, Di Francesco, Cicco, Accicco, D'Accico e Daccico sono meridionali; Ceschi e Francescato sono tipici delle Venezie; Chini è veneto, friulano e toscano; Francia è toscano con presenze in Italia settentrionale; Frescobaldi è toscano; Scatti, Scattini e Scatton sono piemontesi, lombardi e veneti.

## Persone
- Giulia Civita Franceschi (1870-1957) – educatrice italiana
- Karim Franceschi (1989) – attivista e scrittore italiano
- Omero Franceschi (1873-1955) – insegnante, politico e giornalista italiano